# Da Shit is Serious
Da Shit is serious è il secondo album di Madaski come solista, pubblicato sotto etichetta Mercury nel 1998.

## Tracce
1. Share all my pride – 5:20
2. Tonight – 4:05
3. De Pressure – 4:55
4. Juice – 5:09
5. Believe it – 5:16
6. Argon – 5:03
7. A Forest – 3:28
8. Never be alone amare – 4:24
9. 441 – 5:35
10. Share all my pride (Devotion rmx) – 5:21